# Лачплесіс (рок-опера)
«Лачплесіс» (латис. Lāčplēsis) — рок-опера латиською мовою, створена за мотивами однойменного латиського народного епосу. Автор лібрето — Мара Заліте, композитор — Зігмарс Лиєпиньш. Прем'єра опери відбулася 23 серпня 1988 року: за словами Мари Заліте, відбулося 43 виступи, на кожному були присутні до 4 тисяч чоловік (всього її подивилися 180 тисяч осіб). У тому ж році була записана студійна версія на вінілі, через 10 років опера була перевидана на CD .
Опера «Лачплесіс» була поставлена під час третього Латиського національного відродження, що припало на розпал Перебудови: сюжет, що спочатку оповідав про боротьбу латишів проти хрестоносців, мав вже сильний антирадянський підтекст, проте опера пройшла через сито «художньої ради» .

## Зміст
Акт перший
Лачплесіс і Кангарс відбувають на навчання до Буртнієку. По дорозі вони заходять в замок Айзкраукле, де Кангарса захоплюють біси і під тортурами вимагають від нього відректися від свого народу, який повинен прийняти християнство і стати підданими німецьких лицарів. Кангарс відмовляється, і головний біс, Лікцепуріс, промиває йому мізки, обіцяючи подарувати велику славу Кангарсу, якщо той позбудеться від Лачплесіса — непокірного захисника всіх латишів.
Дві відьми тим часом скидають Лачплесіса у води річкиДаугави. Його рятує Стабурадзе, яка говорить, що Лачплесіс пережив першу смерть і повинен всього померти і воскреснути тричі, пройшовши тричі шлях від гноблення до звільнення. У відповідь на питання про те, чи живий він, Лачплесіс чує, що буде жити до тих пір, поки буде пам'ятати Стабурадзе, затонулі замки, летючі озера і те, хто він є. Лачплесіс виховувався матерями всіх латишів, і його душа — це душі всіх латишів. З'являється Кокнесіс, що закликає об'єднати землю для латишів і обіцяє Лачплесісу дарувати ліс. У Буртнієку Лачплесіс знайомиться з Лаймдотою, разом вони слухають пісні замку Буртнієку і Лаймдота молиться богині сонця Саулі. Лачплесіс, почувши Лаймдоту, каже, що чує завдяки цій пісні ще голосніше свою батьківщину, і піднімає затонулий замок Буртнієку. Його намагаються зупинити біси, які говорять, що у його народу немає історії, крім переказів бабусь, проте Лачплесіс їх не слухає. Він заручається з Лаймдотою — душею Латвії.
Лаймдота зустрічає Кангарса, який просить її залишитися з ним, але отримує відмову. У гніві він загрожує згвалтувати її і віддати на поталу усім охочим, а потім викрадає.
Акт другий
Лачплесіс дізнається від Кангарса, що Лаймдота нібито втекла з Кокнесісом, своїм коханцем, і вимагає від Лачплесіса забиратися геть. Той іде в печалі світ за очі. Він зустрічає Зіємельмейту, втілення північного сяйва, яка говорить, що Лачплесіс пережив свою другу смерть і помре остаточно, якщо втратить віру. Лачплесіс хоче повернутися до свого народу, але зустрічається з трьома багатоголовими чудовиськами — йоді. Він обезголовлює чудовиська, поки одна голова не починає просити про помилування і не розповідає, що навколо Лачплесіса скелі, які насправді — зачаровані люди. Лачплесіс пробуджує їх і повертається додому.
Біси розгнівані тим, що латиші не кориться їм, що вони не забули ні рідної мови, ні рідних пісень. Лицар Дітеріхс розуміє, що допомогти підкорити латиський народ йому може тільки Кангарс, і закликає відшукати цього латиського зрадника. Біси не можуть переконати Кокнесіса приєднатися до них, оскільки він вірить в Лачплесіса і той на нього може розраховувати. Незабаром Лачплесіс знаходить Лаймдоту, яка плаче від горя: її збезчестив Кангарс, однак Лачплесіс каже, що сльози тільки зробили її гарнішою. Це духовне переродження допомагає закоханим воз'єднатися. Кангарс тим часом знаходить слабкість Лачплесіса — вуха, завдяки яким він чує свою батьківщину і відчуває її рух. Якщо Лачплесіс оглухне, то його можна буде знищити, оскільки він не згадає ні себе, ні батьківщину. Але тільки в цей момент Кангарс усвідомлює, що він зробив, і кається за своє зрадництво.
Хрестоносці викликають Лачплесіса на бій з Чорним Лицарем, у якого немає вух, очей і мови — він відбирає віру і пам'ять у кожного, хто стає у нього на шляху. Лачплесіс наляканий, але просить свою батьківщину допомогти йому. За словами читця, Лачплесіс вступає в бій з Лицарем, і цей бій все ще триває, однак настане той час, коли Чорний Лицар буде убитий Лачплесісом, і добро переможе.

## Трек-лист
| Акт I 1. Prologs (Пролог) 2. Koris «Tas ir laiks» (Хор: Час прийшов) 3. Lāčplēsis «Es dzirdu» (Лачплесис: Я чую) 4. Lielvārdis «Uz krustcelēm» (Лиелвардис: На роздоріжжі) 5. Krustnešu koris un Dīterihs (Хор хрестоносців та Дітеріхса) 6. Dīterihs un četri ziņotāji (Дітеріхс и чотири шпигуни) 7. Lāčplēsis un Kangars ceļā (Лачплесіс и Кангарс в дорозі) 8. Aizkraukles pilī (В замку Айзкраукле) 9. Spīdzināšana. Līkcepure un Kangars (Лікцепуре и Кангарс: Катування) 10. Pie Staburadzes (В Стабурадзе) 11. Koknesis «Ozols mans tēvs» (Кокнесыс: Дуб — мій батько) 12. Laimdotas un Lāčplēša duets (Дует Лаймдоти і Лачплесіса) 13. Burtnieku pils skanēšana (Пісні Буртнієкського замку) 14. Laimdotas dziesma (Пісня Лаймдоти) 15. Lāčplēša dziedājums «Cīņa par gaismu» (Пісня Лачплесіса: Битва за світло) 16. Kangars un Laimdota. Laimdotas aizvešana. I cēliena fināls (Кангарс и Лаймдота. Викрадення Лаймдоти. Кінець Акта I) | Акт II 1. Kangara melu aina (Сцена брехні Кангара) 2. Koris un Dīterihs (Хор і Дітеріхс) 3. Lāčplēsis pie Ziemeļmeitas (Лачплесіс у Зіємельмейти) 4. Lāčplēsis un trīs jodi (Лачплесіс і три йоді) 5. Lāčplēsis un koris «Atgriešanās» (Лачплесіс і хор: Повернення) 6. Dīterihs un ziņotāji «Nolādēts» (Дитеріхс та шпигуни: Гнів) 7. Līkcepure. Koknesis «Tu vari paļauties uz mani» (Лікцепуре. Кокнесіс: Ти можеш на мене розраховувати) 8. Laimdota un Lāčplēsis «Tu raudi» (Лаймдота и Лачплесіс: Ти плачеш) 9. Kāzas (Весілля) 10. Lielvārdis «Latvju zeme vaļā stāv» (Лієлвардіс: Латиські землі відкриті) 11. Lāčplēsis «Es dzirdu» (Лачплесис: Я чую) 12. Nodevības aina. Dīterihs, ziņotāji un Kangars(Сцена зради. Дітеріхс, шпигуни і Кангарс) 13. Teicējs un koris (Оповідач і хор) 14. Lāčplēsis «Kas tu esi?» (Лачплесіс: Хто ти?) 15. Koris «Tas ir laiks» (Хор: Настав час) 16. Epilogs (Епілог) |

## У ролях
- Лачплесіс — Родріго Фомінс (Ярмо)[1]
- Лаймдота — Майя Лусена
- Кангарс — Імант Ванзовіч
- Ліелвардіс — Яніс Спрогис, Юріс Рійкуріс
- Зіемельмейта — Жанета Ондзуле
- Кокнесіс — Айварс Брізе
- Дітеріхс — Нік Матвєєв[2]
- Лікцепуріс — Зигфридс Муктупавелс, Вієстурс Янсонс
- Стабурадзе — Мірдза Зівер, Дайга Блау
- Читець — Янис Сканис
- Дівчата — Рамона Фогель, Діта Підскочія, Айя Сіліня, Дана Пургайле, Лоліта Саулієте
- Шпигуни, йоді, біси — Айнарс Ашманіс, Айгарс Граубе, Айгарс Крісла, Айгарс Граверс

## Музика
- Клавішні — Зігмарс Лієпіньш, Улдіс Мархілевічс
- Гітара — Харійс Жаріньш, Айварс Херманіс
- Бас-гітара — Гунтіс Вецгайліс, Едуардс Глотовс
- Ударні — Олегс Упеніекс, Вілніс Кріевіньш
- У записі опери брали участь колективи народної музики «Skandinieki» і «Iļģi» і рок-група «Jumprava»[1] .

## Зв'язок з латиською культурою
- Кангарс і Лачплесіс в опері — двоє друзів і два героя латиського народу, однак Кангарс дуже амбітний і жадає слави. Він настільки засліплений нею, що помічає своє зрадництво тільки після того, як зраджує Лачплесіса. Після постановки опери ім'я «Kangars» стало прозивним, синонімом слова «зрадник».
- Повна протилежність Кангарса — Кокнесіс, що відрізняється неймовірною фізичною силою і навіть не думає про зраду свого народу[1] .
- Лаймдота, кохана головного героя — персоніфікація Латвії, а Лачплесіс — персоніфікація всього латиського народу. Зіємельмейта — дочка міфологічного Зіємеліса, «Дочка Півночі» .
- Три смерті Лачплесіса і три його воскресіння — відсилання до трьох латиських національних відроджень, останнє з яких припало на Перебудову.
- Головні антагоністи — це хрестоносці з Тевтонського ордена на чолі з Дітеріхсом, яким допомагають біси і шпигуни.
- Стабурадзе, за латиськими легендами — 18-метровий стрімчак, в який обернулася сумуюча дівчина.
- У латиських народних казках часто згадуються і затонулі замки, і літаючі озера — одним з таких було озеро Буртнієкс, яке в епосі перетворилося в замок Буртнієку.

## Подальші постановки
У 2013 році постановка рок-опери відбулася в Ризькому конгресі. Роль Лачплесіса виконували Юріс Йопе і Даумантс Калниньш, Лаймдоти — Анна Крау-Ченя, Кангарса — Мартс Крістіанс Калниньш, Лієлвардіса — Яніс Куршев. Режисер — Інесе Мічуле. У постановці брали участь хор GG, група «Юмправа», музичний колектив Крістапа Кріевкалньса і ризький хор Rīgas Zelta.
У 2018 році Зігмарс Лієпіньш оголосив про нову постановку, продюсером якої став Юріс Міллерс. У зв'язку зі смертю Ніка Матвєєва і відмови Іго від великих проектів було прийнято рішення набрати нову трупу: головну роль виконає Донс, лауреат " Нової Хвилі 2008 ", роль Лікцепуріса виконає Зігфрід Мукупавелс, а читцем знову стане Яніс Сканіс. Також в постановці задіяні групи Jumprava і Skandenieki, співаки Мартс Крістіанс Калниньш, Ієва Керевіца, Ієва Сутугова, Раймонд Браманіс та багато інших. Режисером постановки призначений Віктор Рунтуліс, сценографом — Крістап Скулте. Прем'єра відбулась 8 листопада 2018 року .